# Додж (окръг, Небраска)
Вижте пояснителната страница за други значения на Додж.
Окръг Додж (на английски: Dodge County) е окръг в щата Небраска, Съединени американски щати. Площта му е 1409 km², а населението - 36 160 души (2000). Административен център е град Фримонт.